# Tzemach Tzedek
Menachem Mendel Schneersohn (9 de setembre de 1789 — 17 de març de 1866) també conegut com el Tzemach Tzedek va ser un rabí ortodox i el tercer Rebe de la dinastia Jabad.

## Biografia
El Tzemach Tzedek va néixer a Liozna, el 29 d'Elul de 5549. (9 de setembre de 1789). La seva mare va ser Devorah Leah, que va morir tres anys més tard, i el seu avi, el Rabí Schneur Zalman de Liadí, el va criar com si fos el seu propi fill. Es va casar amb la seva cosina Chaya Mushka, la filla del Rabí DovBer Schneuri, el segon Rebe de la dinastia jasídica de Jabad). Tres anys després de la defunció del seu sogre i oncle, Menachem va assumir el lideratge del moviment Jabad Lubavitx el vespre de Xavuot de 5591 (5 de maig de 1831). Fou conegut com el Tzemach Tzedek ("el brot just" o "la planta justa"), pel títol del voluminós compendi de la seva obra. Va morir a Lubavi el 13 de Nisan de 5626, deixant set fills i dues filles.
El 1844–45 va prendre mesures per augmentar la inscripció i la viabilitat de les ieshivas Lubavitch a Dubroŭna, Pasana, Lyozno i Kalisz, ampliant la seva inscripció a uns 600 estudiants en total. Els repetits intents de les autoritats per atrapar-lo utilitzant informadors com Hershel Hodesh, Benjamin l'Apòstat i Lipman Feldman van fracassar.

## Obra
- Ohr HaTorah – discursos Jasídics.
- Sefer HaLikkutim – enciclopèdia Jasídica.
- Derej Mitzvoteja – una explicació mística, sobre els motius de les Mitzvot.
- Respostes legals del 'Tzemach Tzedek. 8 volums.
- Sefer Jakira: Derech Emunah – una exposició de filosofia jueva.